# کیپ وولامای، ویکتوریا
کیپ وولامای (به انگلیسی: Cape Woolamai) یک شهرک در استرالیا است که در ویکتوریا (استرالیا) واقع شده‌است.